# 54 (película)
54 es una película dramática estadounidense de 1998 sobre la mundialmente famosa discoteca de Nueva York Studio 54. Escrita y dirigida por Mark Christopher, fue protagonizada por Ryan Phillippe, Salma Hayek, Neve Campbell y Mike Myers en el personaje de Steve Rubell, socio fundador de Studio 54. Antes de su estreno en 1998, la película fue excesivamente recortada en su metraje. Aunque no recibió buenas críticas, tuvo una acogida respetable en taquilla. En 2015, Christopher y Miramax presentaron una nueva edición de la película en el Festival Internacional de Cine de Berlín, con 45 minutos del material original restaurados.

## Sinopsis
Shane O'Shea es un joven de Jersey City que en 1979 consigue un puesto como barman en la discoteca Studio 54. O'Shea deja atrás su vida en Nueva Jersey y se traslada a vivir Nueva York donde entabla amistad con dos compañeros de trabajo, el matrimonio formado por Anita y Greg Randazzo, con los que comparte apartamento. Además Shane, entabla una relación con la actriz Julie Black.
A medida que Shane se va sumergiendo en la agitada vida nocturna de Studio 54, su vida va cayendo en espiral, de la misma manera que lo hará el club. Tras el fallecimiento de Disco Dottie durante la actuación debut de Anita, en la fiesta de año nuevo de 1980, Shane se enfrenta a Steve Rubell y es despedido. En ese mismo momento, el FBI irrumpe en el club y detiene a Rubell por evasión de impuestos. Shane y Julie rompen, pero deciden continuar siendo amigos.
Años más tarde Shane, Greg y Anita se reencuentran en la reapertura de Studio 54, donde Rubell da una fiesta tras salir de prisión.

## Diferencias con la versión del director
En la versión del director, Shane mantiene relaciones con Julie y Anita, además de con otras mujeres. Una noche, cuando Greg está dispuesto a permitir que Rubell le haga una felación, este le comenta que vio a Shane y Anita tener relaciones sexuales. Greg se siente traicionado y ataca a Shane en una pelea a puñetazos. Se ve a Shane practicar la bisexualidad abierta en varias ocasiones e intentar besar íntimamente a Greg. Julie le ofrece a Shane un paseo en su limusina tras tomar la decisión de irse para continuar su carrera, pero Shane se niega. 

## Reparto
| Actor               | Personaje      |
| ------------------- | -------------- |
| Ryan Phillippe      | Shane O'Shea   |
| Salma Hayek         | Anita Randazzo |
| Neve Campbell       | Julie Black    |
| Mike Myers          | Steve Rubell   |
| Sela Ward           | Billie Auster  |
| Breckin Meyer       | Greg Randazzo  |
| Sherry Stringfield  | Viv            |
| Cameron Mathison    | Atlanta        |
| Heather Matarazzo   | Grace O'Shea   |
| Skipp Sudduth       | Harlan O'Shea  |
| Mark Ruffalo        | Ricko          |
| Lauren Hutton       | Liz Vangelder  |
| Michael York        | Ambassador     |
| Ellen Albertini Dow | Disco Dottie   |

## Producción
El director Mark Christopher pasó cinco años investigando la historia de Studio 54, tiempo en el que también estuvo trabajando en un guion y rodando dos cortometrajes sobre el tema, antes de que Miramax Films le propusiera realizar un largometraje. En 1995, los estudios compraron un guion parcial sobre el que estuvieron trabajando cerca de un año. Christopher rodó la película durante dos meses en Toronto, durante el otoño de 1997. La producción contó con la supervisión de un ejecutivo de Miramax y del propio Harvey Weinstein.
En la versión de 1998, tras terminar el director el nuevo montaje, los estudios programaron el reestreno para el mes de julio del año siguiente. Tras algunas reacciones inicialmente positivas, la película fue proyectada a modo de prueba en varias salas de los suburbios de Nueva York obteniendo una reacción negativa del público hacia determinados aspectos de la trama. El público encontró que la bisexualidad del personaje principal era desagradable y reaccionó negativamente a un beso entre Shane y Greg. Tampoco respondieron bien al final feliz para ambos y Anita. Miramax solicitó al director que se hicieran cortes, a lo que en un principio Christopher se negó.

## Recepción
En su primer fin de semana recaudó 6.611.532 de dólares y fue la cuarta película más vista, por detrás de Blade, There's Something About Mary y Saving Private Ryan.
La versión aprobada por los estudios tuvo una pobre recepción por parte de la crítica y sus ingresos totales, de unos 16 millones aproximadamente frente a los 13 millones de presupuesto fueron considerados un fracaso de taquilla. Fue el primer papel dramático de Mike Myers, por el cual recibió buenas críticas, aun así no volvió a repetir en un drama hasta muchos años después, con Inglourious Basterds y Bohemian Rhapsody. Muchos críticos estaban particularmente decepcionados con los personajes y la historia de la película, creyendo que el pasado notorio y real de Studio 54 debería haber sido explorado con más detalle y con un mejor realismo. La respuesta crítica al montaje del director fue más positiva. Es considerada una película de culto por la comunidad LGBT.
Recibió un 17% de reseñas positivas en Rotten Tomatoes de un total de 69, alcanzando una media de 4.19/10. En el consenso crítico de la web se lee, "Despojado de sus temas integrales LGBTQ, 54 es una mirada comprometida e inconexa a los días de gloria de la discoteca". La audiencia de la web CinemaScore le dio a la película una calificación promedio de"C" en una escala de la A a la F.
En 1998 recibió dos nominaciones a los premios Razzie, incluidas Peor Actor para Ryan Phillippe y Peor Actriz de Reparto para Ellen Albertini Dow.